# Acer granatense

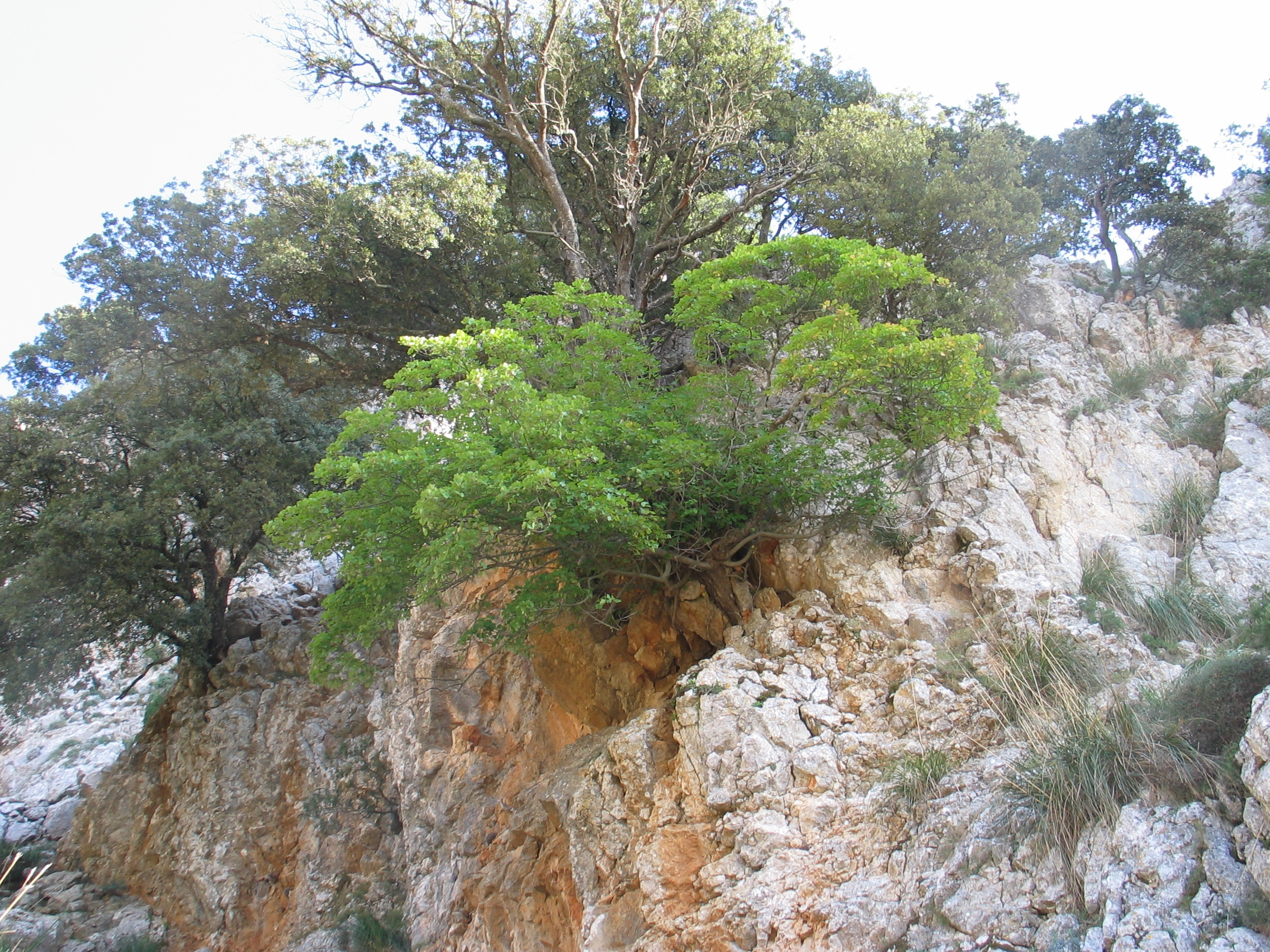

Acer granatense — вид клену з Марокко й Іспанії.

## Поширення
Ареал: Марокко, пд. та сх. Іспанія (материк і Балеарські острови). Acer granatense зазвичай росте на північних схилах, у затінених ущелинах або біля берегів річок, в умовах дещо пом'якшених умов літньої посухи середземноморського клімату. Супутні види включають Abies pinsapo, Quercus spp., Berberis hispanica, Crataegus laciniata та Juniperus oxycedrus. Балеарські ліси Acer granatense охороняються відповідно до Директиви ЄС про середовище існування. У цих лісах вид може бути панівним, але все ще в невеликій кількості та поряд з багатьма іншими рідкісними, реліктовими деревними видами. Рідні ліси цього виду в усьому ареалі постійно скорочуються внаслідок зміни умов, спричинених зміною клімату.

## Використання
Деревину, заготовлену з цього дерева, можна використовувати для столярних робіт. Він також нечасто зустрічається в торгівлі декоративними рослинами.